# Extravaganten
Die Extravaganten (lat. die außerhalb Umherschweifenden) sind Werke, die außerhalb bestimmter Sammlungen überliefert sind. Insbesondere sind damit spätmittelalterliche Dekretalen gemeint, die nicht in eine vorhandene Dekretalensammlung aufgenommen wurden. So war die Bulle Unam sanctam von 1302 bis ca. 1500 eine Extravagante. Wurden solche „umherirrenden“ Dekretalen (oder Auszüge derselben) dann doch in einer Sammlung zusammengestellt, erhielt diese den Titel Extravagantes. Beispiele hierfür sind die Extravagantes Communes, deren Sammlung erst um 1500 zum Abschluss kam, oder die Extravagantes Johannis XXII., die im 14. und 15. Jahrhundert nach und nach in einer Sammlung zusammengefasst wurden.
Manchmal werden auch die Briefe Gregors VII., die nicht in dessen Register enthalten sind, als Extravaganten bezeichnet.